# Elecciones de México de 2021
| Todo el país: diputados federales Gobernador, diputados locales y ayuntamientos | Diputados locales y ayuntamientos o alcaldías Diputados locales Ayuntamientos |

Las elecciones de México de 2021 fueron las elecciones que se llevaron a cabo en México el 6 de junio de 2021 organizadas por el Instituto Nacional Electoral (INE) y los Organismos Públicos Locales Electorales (OPLE) para la renovación de los cargos federales y locales, respectivamente. Debido a que se eligieron cargos locales en las treinta y dos entidades federativas fueron los primeros comicios celebrados en los que se renovaron cargos federales junto a cargos locales en todo el país; al momento de su realización, el consejero del INE, Ciro Murayama, las calificó como las «elecciones más grandes de la historia de México» debido a los múltiples cargos competidos y al número de urnas instaladas.
Se eligieron los siguientes cargos de elección popular:
- 500 diputados federales. Miembros de la cámara baja del Congreso de la Unión. 300 por mayoría relativa (uno por cada distrito electoral federal) y 200 por representación proporcional (asignados mediante las listas por votos obtenidos en cada una de las cinco circunscripciones electorales). Electos para un periodo de tres años, reelegibles hasta para tres periodos consecutivos. A partir del 1 de septiembre del 2021 conformaron la LXV Legislatura.
- 15 gobernadores. Titulares del poder ejecutivo de sus respectivas entidades. Electos para un periodo de seis años, no reelegibles en ningún caso.
- 163 diputados locales. Miembros de los congresos unicamerales de las treinta y dos entidades del país. Su número varía en cada entidad por motivos poblacionales y el método de elección directa o indirecta también varía en cada uno. Electos para un periodo de tres años, reelegibles por periodos diferentes según cada entidad.
- 1 910 ayuntamientos. Cabildos de los municipios en los que conforman los estados. Integrado por un presidente municipal, uno o dos síndicos y regidores. Electos para un periodo de tres años, reelegibles hasta por un periodo inmediato.
- 16 alcaldías. Cabildos las demarcaciones territoriales de la Ciudad de México. Integrado por un alcalde, y diez concejales. Electos para un periodo de tres años, reelegibles hasta por un periodo inmediato.

Adicionalmente, hubo las siguientes elecciones extraordinarias:
- 1 senador. Miembro de la cámara alta del Congreso de la Unión. Un senador electo de manera directa por el estado de Nayarit. Electo para concluir el periodo de seis años que finaliza el 1 de septiembre de 2024 con posibilidad de reelección por un periodo adicional.
- 13 ayuntamientos. Cabildos de los municipios en los que conforman los estados. Integrado por un presidente municipal, uno o dos síndicos y regidores. Electos para concluir sus respectivos periodos, reelegibles hasta por un periodo inmediato.

## Elecciones federales
Cada trienio se renuevan las legislaturas del Congreso de la Unión. En el caso de las elecciones que son impares a la presidencial, se renueva la totalidad de la Cámara de Diputados y está conformada por quinientos diputados federales, de los cuales, trescientos son elegidos por voto directo —uno por cada distrito electoral que conforma el país— y doscientos con el principio de representación proporcional —a través de listas de regionales de acuerdo a las cinco circunscripciones plurinominales—. 
Los quinientos diputados federales conforman la cámara baja en la LXIV Legislatura del Congreso de la Unión desde el 1 de septiembre de 2021. Los diputados de la LXIV Legislatura tuvieron la posibilidad de reelegir sus cargos, siendo la primera vez que se permitió desde la promulgación de la constitución actual en 1917.
| Diputados por mayoría relativa (mapa principal) y de representación proporcional (mapa secundario) | Partidos políticos | Composición de la Cámara de Diputados |
| -------------------------------------------------------------------------------------------------- | --- | ------------------------------------- |
| | Morena (198) Partido Acción Nacional (114) Partido Revolucionario Institucional (70) Partido Verde Ecologista de México (43) Partido del Trabajo (37) Movimiento Ciudadano (23) Partido de la Revolución Democrática (15) |                                       |

## Elecciones locales
Debido a la reforma política-electoral de 2014 —que pretendía coordinar tanto las elecciones federales como locales en los mismos periodos—, en 2021 ocurrieron elecciones en todas las entidades federativas del país.

### Elecciones para gubernatura
En quince entidades federativas se renovó la gubernatura: encabezada por un gobernador, titular del poder ejecutivo de su respectivo estado, electo para un periodo de seis años (2021-2027), no reelegible en ningún caso.
| | Gubernaturas obtenidas por partido político: Morena (11) Partido Acción Nacional (2) Movimiento Ciudadano (1) Partido Verde Ecologista de México (1) Sin elección de gobernador (17) | |
| \| - Baja California: ver resultados - Baja California Sur: ver resultados - Campeche: ver resultados - Chihuahua: ver resultados - Colima: ver resultados \| - Guerrero: ver resultados - Michoacán: ver resultados - Nayarit: ver resultados - Nuevo León: ver resultados - Querétaro: ver resultados \| - San Luis Potosí: ver resultados - Sinaloa: ver resultados - Sonora: ver resultados - Tlaxcala: ver resultados - Zacatecas: ver resultados \| | | |
| - Baja California: ver resultados - Baja California Sur: ver resultados - Campeche: ver resultados - Chihuahua: ver resultados - Colima: ver resultados | - Guerrero: ver resultados - Michoacán: ver resultados - Nayarit: ver resultados - Nuevo León: ver resultados - Querétaro: ver resultados                                            | - San Luis Potosí: ver resultados - Sinaloa: ver resultados - Sonora: ver resultados - Tlaxcala: ver resultados - Zacatecas: ver resultados |

### Elecciones para diputaciones locales
En treinta entidades federativas (todas menos Coahuila y Quintana Roo) se renovó la composición de los congresos locales. El número de diputaciones en disputa varió según la cantidad de escaños de cada legislatura, que va desde veinte (Congreso de Morelos) hasta setenta y cinco (Congreso del Estado de México). Asimismo, según cada congreso local, varió el número de escaños por el principio de mayoría relativa y de representación proporcional. En todos los casos fueron electos para una legislatura que abarca entre el 2021 y el 2024.

### Elecciones para ayuntamientos y alcaldías
En treinta y una entidades federativas (todas menos Durango) se renovaron sus ayuntamientos —en los estados– y sus alcaldías —en Ciudad de México—, sede de los cabildos. Su cabeza es un presidente municipal o alcalde (respectivamente), además de los síndicos y regidores. En todos los casos fueron electos para una legislatura que abarca entre el 2021 y 2024. 
| - Aguascalientes: ver resultados - Baja California: ver resultados - Baja California Sur: ver resultados - Campeche: ver resultados - Chiapas: ver resultados - Chihuhua: ver resultados - Ciudad de México: ver resultados - Coahuila: ver resultados - Colima: ver resultados - Guanajuato: ver resultados - Guerrero: ver resultados | - Hidalgo: ver resultados - Jalisco: ver resultados - Estado de México: ver resultados - Michoacán: ver resultados - Morelos: ver resultados - Nayarit: ver resultados - Nuevo León: ver resultados - Oaxaca: ver resultados - Puebla: ver resultados - Querétaro: ver resultados | - Quintana Roo: ver resultados - San Luis Potosí: ver resultados - Sinaloa: ver resultados - Sonora: ver resultados - Tabasco: ver resultados - Tamaulipas: ver resultados - Tlaxcala: ver resultados - Veracruz: ver resultados - Yucatán: ver resultados - Zacatecas: ver resultados |

## Elecciones extraordinarias federales

### Elección al Senado de México en Nayarit
La elección extraordinaria al Senado de México en Nayarit de 2021 se llevó a cabo el domingo 5 de diciembre de 2021, y en ella se eligió a un senador de mayoría relativa para un periodo de dos años y ocho meses. Esto debido a que el senador Propietario, Miguel Ángel Navarro Quintero solicitó licencia para volverse gobernador de Nayarit y su suplente quedó inhabilitado para tomar posesión. Rosa Elena Jiménez Arteaga de la coalición Juntos Hacemos Historia fue electa.

## Elecciones extraordinarias locales
Siete estados contaron con elecciones extraordinarias: 
- Estado de México: 1 ayuntamiento.
- Guerrero: 1 ayuntamiento.
- Hidalgo: 2 ayuntamientos.
- Jalisco: 1 ayuntamiento.
- Nayarit: 1 ayuntamiento.
- Nuevo León: 1 ayuntamiento.
- Tlaxcala: 5 ayuntamientos.
- Yucatán: 1 ayuntamiento.

### Elecciones estatales extraordinarias de Nayarit de 2021
Se realizó la elección de 1 ayuntamiento el 5 de diciembre de 2021, esto debido a que en el Municipio de La Yesca, los comicios del 6 de junio no pudieron realizarse debido a la manifestación de personas inconformes con la revocación de una candidatura independiente. Reyna Lucía de Haro de la Cruz de la coalición Juntos Hacemos Historia en Nayarit fue electa presidente municipal.